# Pecora (infraordine)
Pecora Flower, 1883 è un infraordine di ungulati al quale sono ascritti la maggior parte dei ruminanti, eccezion fatta per i traguli; questi animali, infatti, non presentano alcun tipo di corno, inoltre il loro stomaco comprende sì quattro camere, ma tale divisione è assai meno accentuata che negli altri appartenenti all'infraordine.
Gli appartenenti a questo gruppo sono tutti muniti di corna, più o meno appariscenti; inoltre la loro apparizione sulla Terra è avvenuta in tempi assai più recenti rispetto agli altri ruminanti meno evoluti. Ciò ha fatto sì che gli ascritti all'infraordine Pecora vengano spesso chiamati "ruminanti cornuti" o "alti ruminanti".
Tuttavia, nonostante l'esistenza dell'infraordine non sia messa in discussione, restano ancora poco chiari i precisi legami di parentela fra le varie famiglie in esso comprese. 
Il nome "pecora" è stato scelto perché in latino il termine indica genericamente il capo di bestiame, quindi anche capre e bovini, a differenza dell'italiano in cui il significato si è ristretto alla sola specie Ovis aries.

## Tassonomia
- Ordine Artiodactyla
  - Sottordine Suina
  - Sottordine Tylopoda
  - Sottordine Ruminantia
    - Infraordine Tragulina
    - Infraordine Pecora
      - Famiglia Antilocapridae
      - Famiglia Bovidae
      - Famiglia Cervidae
      - Famiglia Giraffidae
      - Famiglia Moschidae
      - Incertae sedis
        - † Amphimoschus